# Wir tanzen Lambada
Wir tanzen Lambada ist ein Lied der deutschen Schlagersängerin Andrea Jürgens aus dem Jahr 1990.

## Entstehung und Veröffentlichung
Das Lied wurde von Norbert Hammerschmidt und Jack White geschrieben, wobei Hammerschmidt nur am Liedtext beteiligt war, während White am Text mitschrieb, also auch die Musik komponierte. White zeichnete darüber hinaus auch für die Produktion verantwortlich.
Die Erstveröffentlichung von Wir tanzen Lambada erfolgte als Single im Jahr 1990 bei White Records. Diese erschien als 7″-Single mit einem Instrumental als B-Seite. Am 28. Mai 1990 erschien das Lied als Teil von Andrea Jürgens’ achtem Studioalbum Küsse der Nacht.
Um das Lied zu bewerben, erfolgte unter anderem ein Liveauftritt in der ZDF-Hitparade als Neuvorstellung am 10. Januar 1990.

## Charts und Chartplatzierung
| ChartsChartplatzierungen | Höchstplatzierung | Wochen |
| ------------------------ | ----------------- | ------ |
| Deutschland (GfK)        | 42 (12 Wo.)       | 12     |